# Michael von Wolff
Michael von Wolff (* 24. Mai 1966 in Aachen) ist ein deutscher Gynäkologe und Geburtshelfer.

## Leben und Wirken
Michael von Wolff studierte von 1986 bis 1994 Medizin an der Rheinisch-Westfälischen Technischen Hochschule Aachen, sowie als Stipendiat des Deutschen Akademischen Austauschdienstes (DAAD) ab September 1990 ein Jahr an den Guy's- und St. Thomas' Hospitals des King’s College London. Famulaturen führten ihn in das East Surrey Hospital in Redhill und das Royal Halifax Infirmary in Großbritannien, das Herbertpur Christian Hospital in Indien und das St.-Antonius-Hospital Eschweiler.
Nach dem Studium war von Wolff bis 1996 als Arzt im Praktikum am Institut für Anatomie und Reproduktionsbiologie des Universitätsklinikums Aachen unter Henning Martin Beier tätig und wurde 1997 mit der Dissertation Ein-dimensionale und zwei-dimensionale elektrophoretische Analyse humaner Uterussekretproteine zum Doktor der Medizin promoviert. Im März 1996 begann er eine gynäkologische Ausbildung am Klinikum Großhadern der Ludwig-Maximilians-Universität München unter Hermann Hepp. 1998/99 absolvierte er einen halbjährigen Forschungsaufenthalt (DAAD-Forschungsstipendium) am North Shore Hospital in Manhasset (New York) bei Siamak Tabibzadeh. 
Im September 2000 wechselte Michael von Wolff an die Frauenklinik der Ruprecht-Karls-Universität Heidelberg. Hier arbeitete er bis 2002 als Assistenzarzt in der Abteilung Gynäkologische Endokrinologie und Fertilitätsstörungen der Universitätsfrauenklinik unter Thomas Strowitzki. Nach Abschluss der Facharztweiterbildung wurde er zum Oberarzt ernannt und habilitierte sich 2004 mit der Habilitationsschrift Endometriale Regulation und Dysregulation und deren therapeutische Optionen. 2007 wurde er zum außerplanmäßigen Professor ernannt.
2009 wechselte Michael von Wolff in die Schweiz an das Inselspital in Bern. Hier wurde er zum Leiter der Abteilung Gynäkologische Endokrinologie und Reproduktionsmedizin der Universitätsklinik für Frauenheilkunde ernannt und erhielt eine assoziierte Professur. 2019 wurde er zum Chefarzt befördert.

### Forschungsschwerpunkte
Wichtiger Forschungsschwerpunkt von Wolffs ist die Fertilitätsprotektion bei Krebserkrankungen. In diesem Zusammenhang gründete er mit dem Reproduktionsbiologen Markus Montag 2006 das Netzwerk FertiPROTEKT sowie 2007 die ESHRE-Task Force Fertility Preservation. Er ist Gründungs- und Vorstandsmitglied der ESHRE-Special Interest Group Fertility Preservation und Vizepräsident der International Society for Fertility Preservation (ISFP). Klinisch und grundlagenwissenschaftlich arbeitet er an der Optimierung der Natural Cycle-IVF, einer Form der In-vitro-Fertilisation ohne Einsatz von Gonadotropinen und gründete das internationale Netzwerk IVF-Naturelle.

### Auszeichnungen
- Richard Fikentscher-Preis der Deutschen Gesellschaft für Reproduktionsmedizin (1999)
- Promising Young Scientist Award der European Society of Human Reproduction and Embryology (ESHRE) (2001)
- Certificate of Excellence der American Society of Reproductive Immunology (2002)[1]
- Royan International Research Award (2004)[7]

Außerdem erhielt von Wolff mehrere Vortrags- und Posterpreise. 2019 war Michael von Wolff Präsident der Schweizerischen Gesellschaft für Reproduktionsmedizin (SGRM).

## Schriften (Auswahl)
- Michael von Wolff: Ein-dimensionale und zwei-dimensionale elektrophoretische Analyse humaner Uterussekretproteine. Dissertation, RWTH Aachen 1997
- Michael von Wolff: Endometriale Regulation und Dysregulation und deren therapeutische Optionen. Habilitationsschrift, Ruprecht-Karls-Universität Heidelberg 2004
- Michael von Wolff, Petra Stute: Gynäkologische Endokrinologie und Reproduktionsmedizin: das Praxisbuch. Schattauer, Stuttgart 2013, ISBN 978-3-7945-2792-2
- Michael von Wolff, Petra Stute: Ginekologičeskaja ėndokrinologija i reproduktivnaja medicina. (russisch von V. Ju. Chalatov), MEDpress-inform, Moskau 2017, ISBN 978-5-00030-463-1
- Michael von Wolff, Frank Nawroth (Hrsg.): Indikation und Durchführung fertilitätsprotektiver Maßnahmen bei onkologischen und nicht-onkologischen Erkrankungen. 2. Auflage, Schmidt & Klaunig, Kiel, 2020, ISBN 978-3-88312-129-1
- Michael von Wolff, Frank Nawroth (Hrsg.): Fertility Preservation in Oncological and Non-Oncological Diseases. A Practical Guide. 1. Auflage, Springer 2020, ISBN 978-3-030-47567-3, doi:10.1007/978-3-030-47568-0
- Michael von Wolff (Hrsg.): Natural Cycle and Minimal Stimulation IVF: From Physiology to Clinical Practice. 1. Auflage, Springer 2022, ISBN  978-3-030-97570-8, doi:10.1007/978-3-030-97571-5

Michael von Wolff ist zudem Autor zahlreicher Publikationen in der Fachliteratur.

## Trivia
Von Wolff hat 2019 den Mount Everest bestiegen (Besteiger-Nummer 5686).